# Hibiscus comorensis
Hibiscus comorensis är en malvaväxtart som beskrevs av Henri Ernest Baillon. Hibiscus comorensis ingår i Hibiskussläktet som ingår i familjen malvaväxter. Inga underarter finns listade i Catalogue of Life.